# ピッツ・ネイル

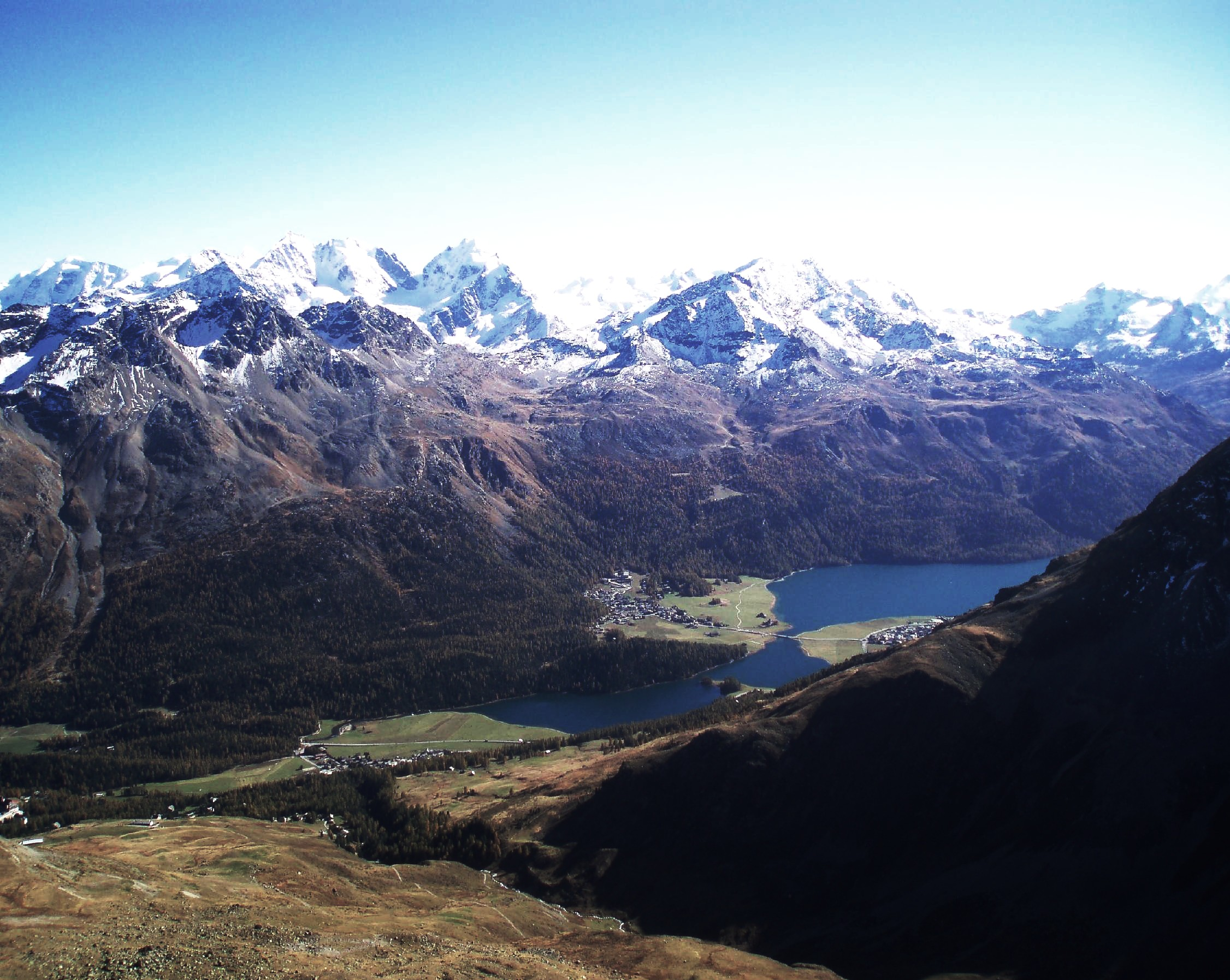
ピッツ・ネイルから見るエンガディンの景観

ピッツ・ネイル(Piz Nair)はスイス東南部、エンガディン地方、サン・モリッツ付近の山。標高3056ｍ。「ピッツ・ネイル」とはロマンシュ語で「黒い峰」を意味し、サン・モリッツのハウスマウンテンと呼ばれる。麓のサン・モリッツからケーブルカーとロープウェイを乗り継いで山頂駅まで上がることができる。山頂からベルニナ・アルプスの景観が広がり、天候の良い日はモンテローザやマッターホルンを望むこともできる。山頂駅付近にはアルプスに生息する野生の山羊、シュタインボックの彫像が立つ。
途中駅のチャンタレッラとコルヴィリアは、各方面に向かうハイキングコースの出発点となっている。冬季はコルヴィリアと合わせてサン・モリッツ周辺の主要スキーエリアを形成する。
アクセス
サン・モリッツの村の中心部から出るケーブルカーを利用。途中チャンタレッラで別のケーブルカーに乗り換え、コルヴィリアでロープウェイに乗り換える。サン・モリッツから32分。エンガディン地方の中でも、サン・モリッツからのアクセスが良いビューポイントとして人気。ケーブルカーとロープウェイはメンテナンスのため、春と秋の一定期間運行停止となる。